# Demos & Rares (2004‒2010)
«Demos & Rares (2004‒2010)» — сборник неизданных песен и демозаписей группы «Гран-КуражЪ». Состоит из восьми песен собственного сочинения, кавер-версии песни «Вулкан», исполнявшейся группой «Ария» на концертах до января 1987 года, а также записи первого радиоинтервью группы. Все основные вокальные партии исполнены Михаилом Житняковым. Издан в CD-формате лейблом Metalism Records, а также доступен для прослушивания на YouTube-канале лейбла .

## Список композиций
| №   | Название                      | Примечания                                    | Длительность |
| --- | ----------------------------- | --------------------------------------------- | ------------ |
| 1.  | «Искатели мира»               |                                               |              |
| 2.  | «Мир для нас с тобою»         |                                               |              |
| 3.  | «Вулкан»                      | кавер группы «Ария»                           |              |
| 4.  | «Я не верю»                   |                                               |              |
| 5.  | «Словно вчера»                |                                               |              |
| 6.  | «Сирены»                      |                                               |              |
| 7.  | «Царь»                        |                                               |              |
| 8.  | «Ангел-хранитель»             |                                               |              |
| 9.  | «Да будет воля твоя»          |                                               |              |
| 10. | «Первое радиоинтервью группы» | интервью 2004 г.                              |              |
| 11. | «Князь тишины»                | скрытый трек, кавер группы Nautilus Pompilius |              |

## Участники записи
- Михаил Житняков — вокал (все композиции)
- Михаил Бугаев — гитара (все композиции), клавишные (треки 3, 6—9)
- Евгений Комаров — клавишные (треки 1, 2, 5)
- Павел Селеменев — бас-гитара (кроме трека 4)
- Алексей Путилин — барабаны (кроме трека 4)

## О композициях
- «Искатели мира» (2008)

Представленный на данном диске первоначальный вариант песни, в котором все основные вокальные партии исполнил Михаил Житняков, записан в период работы над альбомом «Новой надежды свет» (2008), однако на релиз в итоге не попал, и был издан в 2009 году на рок-сборнике «Mastersland: Украдено из студии». В альбом же вошла версия, где помимо Михаила поют Сергей Сергеев и Дмитрий Борисенков.
В записи также принимали участие:
- Александр Андрюхин — клавишные
- Дмитрий Борисенков — гитара, бэк-вокал
- Сергей Сергеев и Владимир Насонов — хор

Звукорежиссёр — Дмитрий Борисенков.
- «Мир для нас с тобою» (2008)

Мажорная баллада «Мир для нас с тобою» была также записана в одну сессию с альбомом «Новой надежды свет», однако не вписывалась в концепцию релиза и в итоге осталась лежать «на полке». По сути, её даже записали по счастливой случайности. Когда была сессия записи барабанов, Алексей Путилин управился быстрее, чем рассчитывали изначально, поэтому в оставшееся время музыканты решили записать ещё одну песню, которую до этого репетировали исключительно Алексей и два Михаила. Когда барабаны уже были записаны, то и остальным музыкантам пришлось разбирать свои партии. Несмотря на то, что песня в то время так и не была издана, она пользовалась популярностью у поклонников группы «Гран-КуражЪ» и до сих пор периодически исполняется на концертах.
В записи принимал участие: Олег Слюсарь — клавишные.
Звукорежиссёр — Дмитрий Борисенков.
- «Вулкан» (2010)

Песня «Вулкан» написана первым руководителем группы «Ария» Виктором Векштейном на стихи московской поэтессы Любови Воропаевой в 1985 году. «Ария» исполняла эту композицию на ранних концертах, однако записывать для дебютного альбома «Мания величия» не стала. В итоге данная композиция стала настоящим раритетом. Фактически кавер-версия «Гран-Куража», сделанная в 2010 году, является первой студийной записью этой песни. Композиция вошла в сборник «A Tribute to „Ария“ XXV». Музыканты группы «Гран-КуражЪ» записали эту песню с целью почтить память Виктора Векштейна. На данном релизе представлена запись «Вулкана» с укороченным «шумовым» вступлением. В таком виде песня издана впервые.
Звукорежиссёр — Руслан Масленников.
- «Я не верю» (2006)

Песня была придумана под впечатлением от творчества режиссёра Тима Бёртона и по первоначальной задумке должна была стать частью целого цикла песен, объединённых общей концепцией и сюжетом. Однако в момент сочинения этой композиции, группа работала над записью дебютного альбома «Вечная игра» и уже приступила к репетициям некоторых новых песен, вошедших впоследствии в альбом «Новой надежды свет». Поэтому «Я не верю» было решено отложить в «долгий ящик», чтобы не мешать её с другими новыми песнями, с которыми она не сочеталась по концепции. Тем не менее, в августе 2006 года Михаил Бугаев и Михаил Житняков фактически с одного дубля записали акустическое демо этой песни. Именно эта запись представлена на данном релизе.
Звукорежиссёр — Вячеслав Мишин.
- «Словно вчера» (2008)

Эту песню Михаил Бугаев написал по просьбе Михаила Житнякова для его школьного вечера встречи выпускников. Композиция настолько понравилась в родном учебном заведении вокалиста группы, что стала там фактически школьным гимном. Чтобы продемонстрировать песню коллективу школы, группа «Гран-КуражЪ» сделала пробную репетиционную запись на базе в Константиново. Чуть позже Михаил Житняков более качественно перезаписал эту песню с Владимиром Насоновым на студии Dreamport, однако именно на этой репетиционной записи можно услышать всех музыкантов группы «Гран-КуражЪ» того периода. В оригинальной версии песни, в отличие от записи с участием Насонова, более низкая тональность, за счет чего, впрочем, была возможность записать более высокий бэк-вокал. Особенно пронзительно он звучит в последнем припеве. По этой причине, эта сыроватая «живая» запись, возможно даже в чём-то интереснее, нежели более гладкий и качественный студийный вариант.
Звукорежиссёры — Михаил Корольков, Алексей Кудрявцев.
- Другие композиции

Песни «Сирены», «Царь», «Ангел-хранитель» и «Да будет воля твоя» — одни из самых первых студийных демозаписей группы. Они были сделаны летом 2004 года в бронницкой студии RecVM. Эту запись группа начала готовить ещё до прихода в коллектив вокалиста Михаила Житнякова. Первоначально их пел автор композиций Михаил Бугаев. После прихода в группу Михаила Житнякова, было решено полностью перезаписать все вокальные дорожки, а в песне «Сирены» ещё и полностью перезаписать инструментал, чтобы поднять тональность песни на кварту вверх. Помимо этих четырёх песен, инструментальные партии были записаны и для нескольких других композиций. Первоначально была идея записать полноформатный демоальбом. Однако в этот период времени в студии началась реорганизация, в результате которой записи других композиций, которые группа не успела переписать с голосом Житнякова, были безвозвратно утеряны. Четыре уцелевшие песни были растиражированы на CD-R, которые раздавались всем желающим на московских концертах. Демозапись песни «Да будет воля твоя» издавалась на сборнике «ПроРок 2004», который был составлен по итогам рок-конкурса, в котором группа принимала участие. Фактически именно с этих записей берёт начало история группы, ныне известной как «Гран-КуражЪ».
Звукорежиссёр (а также бэк-вокалист в песне «Да будет воля твоя») — Вячеслав Мишин.
В качестве бонуса на данном релизе присутствует первое радиоинтервью музыкантов группы, которое было дано в конце лета 2004 года на Раменском радио. Именно там состоялась премьера трёх композиций из четырёхпесенного демо.
Скрытом треком стал кавер на песню «Князь тишины» группы Nautilus Pompilius из их альбома «Невидимка» (1985).